# Microrreserva Barranc del Comediant
La microrreserva de flora Barranc del Comediant se sitúa en el término municipal de Mogente, provincia de Valencia (España) y tiene una superficie de 18,65 ha.

## Especies prioritarias
Bupleurum gibraltaricum, Fraxinus ornus, Rhamnus lycioides subsp. borgiae, Teucrium ronnigeri.

## Unidades de vegetación prioritarias
- Matorrales termomediterráneos y pre-estépicos (código Natura 2000: 5330).
- Pendientes rocosas calcícolas con vegetación casmofítica (Hypericion ericoidis) (código Natura 2000: 8210).

## Limitaciones de uso
Las obras de mantenimiento, mejora, ampliación o modificación de trazado de la pista forestal que discurre junto a la microrreserva, deberán evitar la producción de alteraciones significativas en la microrreserva.